# Бережний Юрій Олександрович
Ю́рій Олекса́ндрович Бережни́й (27 квітня 1984 — 29 серпня 2014) — сержант 91-го окремого полку оперативного забезпечення Збройних сил України, учасник російсько-української війни.

## Короткий життєпис
Народився 1984 року в селі Чупахівка Охтирського району Сумської області, де й проживав. Закінчив 9 класів; в училищі здобув професію електрика-кіномеханіка. Призваний на строкову службу, по закінченні якої вирішив далі служити за контрактом. Опанував професію розміновувача.
Командир інженерно-саперного відділення, 91-й інженерний полк. 13 березня 2014 року з частиною направлений у Харківську область; звідти — до Луганської області. Двічі побував вдома в короткотермінових відпустках. Станом на 26 серпня з підрозділом був в оточенні.
29 серпня 2014-го загинув у боях під Іловайськом. 2 вересня року тіло Юрія разом з тілами 87 інших загиблих у «Іловайському котлі» привезли до запорізького моргу. Упізнаний бойовими товаришами та родичами.
Вдома залишилися мама, дружина Ольга та син Олександр 2011 р.н.
Похований у Чупахівці.

## Нагороди та вшанування
- 14 листопада 2014 року за особисту мужність і героїзм, виявлені у захисті державного суверенітету та територіальної цілісності України, вірність військовій присязі під час російсько-української війни, відзначений — нагороджений орденом «За мужність» III ступеня (посмертно).
- Його портрет розміщений на меморіалі «Стіна пам'яті полеглих за Україну» в Києві: секція 3, ряд 5, місце 28
- Вшановується 29 серпня на щоденному ранковому церемоніалі вшанування українських захисників, які загинули цього дня в різні роки внаслідок російської збройної агресії[1]
- На фасаді Чупахівської школи відкрито меморіальну дошку його честі